# عباس‌آباد (جرقویه)
عباس‌آباد (جرقویه) روستایی در دهستان جرقویه سفلی بخش مرکزی شهرستان جرقویه استان اصفهان ایران است.

## جمعیت
بر پایه سرشماری عمومی نفوس و مسکن در سال ۱۳۹۵ این روستا بدون جمعیت بوده‌است.